# Kufi

Zeichnung einer Inschriften-Basmala im kufischen Duktus, 9. Jahrhundert. Das Original befindet sich im Islamischen Museum in Kairo (Inventar-Nr. 7853)

Die kufische Schrift oder Kufi (arabisch كوفي, DMG kūfī) ist eine der ältesten kalligraphischen Formen der arabischen Schrift und daher weder eine eigenständige Schrift noch ein Alphabet. Sie ist nach der Stadt Kufa benannt, die im heutigen Irak liegt. Hier befand sich eine Hochschule, in der diese Schrift hauptsächlich von Abschreibern und Kalligraphen verwendet wurde.
Schon früh entwickelte sich eine Monumentalschrift, die steil und geometrisch verläuft. Obwohl ursprünglich eine Denkmalsschrift, wurde sie nach dem Aufkommen des Islam für den Koran verwandt, was bis zum 10. Jahrhundert so blieb. Erst im 12. Jahrhundert nahm der Gebrauch dieser Schriftform als Münz- und Monumentalschrift wieder ab.

Die Flagge des Irak mit dem Schriftzug Allahu Akbar in Kufi

Bei der kufischen Schrift geht die Verschleifung der einzelnen Buchstaben noch nicht ganz so weit wie bei der späteren Naschī-Schrift, die heute die gebräuchlichste Form der arabischen Schrift ist. Bei der kufischen Schrift fehlen jedoch oft noch die Diakritika (Punkte, arabisch iʿǧām) zur Unterscheidung gleich aussehender Buchstaben, die erst zur Zeit des Kalifen Abd al-Malik ibn Marwan (685–705) zuerst für den Koran eingeführt wurden. Dadurch ist die Lesung dieser Schrift noch vieldeutiger als die anderer Konsonantenschriften.

## Quadratkufi

Quadratkufi: viermal der Name Mohammed (محمد)

Quadratkufi ist eine sehr stark vereinfachte Variante der Schrift, die in der islamischen Architektur zum Beispiel zur Verzierung verkachelter Fassaden dient. Das entstehende geometrische Muster besteht aus Wiederholungen von Namen wie Allah, Mohammed und Ali. Aber auch längere Texte werden manchmal in quadratischem Kufi verfasst.

## Pseudokufisch
Pseudokufisch ist kein Ausdruck für eine Schriftvariante von Kufisch, sondern bezeichnet Ornamente, die für Außenstehende so aussehen als würde es sich um Kufisch handeln, es wird aber nur die kufische Schrift imitiert. Der Ausdruck pseudokufisch wurde erstmals von Bernard Rackham und J.V.G. Mallett 1977 verwendet und bezeichnet einen Dekortyp, der ungegenständlich ornamental nach islamischem Vorbild gestaltet ist. In einer anderen Quelle ist publiziert, dass ein Studium „kufischer Texte zeigt, wie aus der ursprünglich mystischen Bedeutung, aus der Spiritualität, ein tradiertes, aber nicht mehr verstandenes Zierat wurde.“ Es gibt aber auch Inschriften, die so aussehen wie pseudokufische Ornamente, aber dennoch lesbar sind. Dabei kann es sich um Segenssprüche handeln, die Gott preisen und aus dem Koran stammen.  Worum es sich tatsächlich handelt, ist damit nur im Einzelfall anhand der jeweiligen Inschrift zu ermitteln.